# 西寄ひがし
西寄 ひがし（にしより ひがし、1973年11月7日 - ）は、日本のタレント、歌謡ショー司会者、司会者、松浦アジフライ実況レポーター。

## 人物・来歴
大分県中津市出身。エイ・アンド・エイ（長良プロダクション系列）所属。
18歳で上京し、音響技術スタッフとして『日本レコード大賞』（TBS）や『欽ちゃんの仮装大賞』（日本テレビ）、様々な演歌歌手のツアーに参加。また多くの海外アーティストのジャパンツアーにも参加する。
その後、演歌・歌謡曲の世界への興味が湧き森進一の付き人となる。付き人から3年目、喋り好きが高じてある日突然、森進一に司会者として抜擢される。しばらくは付き人と司会者の二足の草鞋を履く。
森進一ショーで初舞台を踏み、全国ツアーを経験。新宿コマ劇場、大阪梅田コマ劇場や中野サンプラザを始め全国の大劇場、ホールの舞台に立つ。
26歳で氷川きよしのコンサート専属司会者となり、現在は氷川きよし、水森かおりら演歌歌手の司会者を務めるほか、単独トークライブなども開催する。
『たけしの“これがホントのニッポン芸能史”』（NHK BSプレミアム）番組内で徳光和夫から「歌謡ショー司会の後継者」と賞賛される。
また日本武道館、横浜アリーナ、大阪城ホールなどアリーナクラスの舞台を幾度も経験している歌謡ショー司会者も数少ない。
2020年4月からは毎週月曜日、地元大分県中津市にあるコミュニティFM『NOAS FM』にてレギュラー番組『西寄ひがしの ただいま！中津！』を始める。2022年5月から札幌市の『さっぽろ村ラジオ』でも『西寄ひがしの演歌特選市場』を開始。音響技術スタッフの経験があることから、ラジオ番組は自ら録音・編集し、完パケで放送局へ納品する。
鶴瓶噺は30年ほど通い続けており、地方にも出向くほどの笑福亭鶴瓶ファンである。

## 単独企画
- 2019年
  - 西寄ひがしラジオふれあい全国行脚～出演依頼は一度もないがお願いしたら出させてくれた～

自身の更なる成長を目指し、またトークに磨きをかけていくにあたり全国のラジオ番組、名物パーソナリティーに会い、喋りを極める為の全国行脚。
企画の発端は少年時代から無類のラジオ好きであるということと、「話術の最高峰はラジオにある」という自身の強い想いから。
また、本企画の際に発生する交通費、宿泊費はすべて自腹で払っているという。

## 過去の単独公演
- 2016年
  - 4月30日 - 『西寄ひがしトークライブ（初）』＠浅草・木馬亭
  - 8月12日 - 『西寄ひがしトークライブ Vol.2』＠浅草・木馬亭
  - 9月20日 - 『西寄ひがしトークライブ番外編』＠築地・ブディストホール
- 2017年
  - 1月14日 - 『西寄ひがしトークライブ Vol.3』＠大阪・ABCホール
  - 1月27日 - 『西寄ひがしトークライブ Vol.4』＠浅草・木馬亭
  - 5月4日 - 『西寄ひがしトークライブ番外編～私の履歴書～』＠新宿・明治安田生命ホール
  - 7月26日 - 『西寄ひがしトークライブ Vol.５』＠木馬亭
  - 11月24日 - 『西寄ひがしトークライブSPECIAL in JOQR』＠文化放送メディアプラスホール
- 2018年
  - 1月14日 - 『西寄ひがしトークライブ Vol.6 (西寄ひがしトークライブTOUR 2018)』＠大阪・ABCホール
  - 2月9日 - 『西寄ひがしトークライブ Vol.7 (西寄ひがしトークライブTOUR 2018)』＠浅草・木馬亭
  - 2月24日 - 『西寄ひがしトークライブ Vol.8 (西寄ひがしトークライブTOUR2018)』＠福岡サンパレスホール 大練習室
  - 2月28日 - 『西寄ひがしトークライブ Vol.9 (西寄ひがしトークライブTOUR2018)』＠愛知県芸術劇場 小ホール
  - 6月8日 - 『西寄ひがしトークライブ Vol.10』＠浅草・木馬亭
  - 11月25日 - 『西寄ひがしトークライブSPECIAL in JOQR』＠文化放送メディアプラスホール
- 2019年
  - 2月11日 - 『西寄ひがしトークライブツアー2019』＠大阪・ABCホール
  - 3月12日 - 『西寄ひがしトークライブツアー2019』＠愛知県芸術劇場 小ホール
  - 3月17日 - 『西寄ひがしトークライブツアー2019』＠電気ビルみらいホール
  - 3月21日 - 『西寄ひがしトークライブツアー2019』＠浅草・木馬亭
- 2020年
  - 1月4日 - 『西寄ひがしトークライブツアー2020』＠大阪・ABCホール
  - 1月5日 - 『西寄ひがしトークライブツアー2020』＠愛知県芸術劇場 小ホール
  - 1月6日 - 『西寄ひがしトークライブツアー2020』＠広島CLUB QUATTRO
  - 1月7日 - 『西寄ひがしトークライブツアー2020』＠レソラNTT夢天神ホール
  - 1月16日 - 『西寄ひがしトークライブツアー2020』＠浅草・木馬亭

## 過去に出演した番組

### レギュラーラジオ番組
- 「西寄ひがしの ただいま!中津!」毎週月曜日 7:30 - 8:00（NOAS FM）
- 「西寄ひがしの演歌特選市場」毎週木曜日 7:00 - 8:00（さっぽろ村ラジオ）、毎週土曜日 9:00 - 10:00（FMはつかいち）、毎週日曜日 7:00 - 8:00（MIDFM761）

### ラジオ番組
- 「Fine!!」アーティストコーナー「岩佐美咲のわびさびラジオ」（TBSラジオ）
- 「高田文夫のラジオビバリー昼ズ」（ニッポン放送）
- 「徳光和夫 とくモリ!歌謡サタデー」（ニッポン放送）
- 「氷川きよし節スペシャル」（文化放送）
- 「Till Dawn Music」（MBSラジオ）
- 「くにまるジャパン 極」（文化放送）
- 「池田めぐみのFine!!」（TBSラジオ）
- 「ほんまもん!原田年晴です」（ラジオ大阪）
- 「ありがとう浜村淳です」（MBSラジオ）
- 「木村勉と元気いっぱい!ナイストーク」（ラジオ大阪）
- 「水森かおりの歌謡紀行」（ラジオ大阪、山形放送、新潟放送、岐阜放送）
- 「元気はつらつ歌謡曲 山川豊のファイティングミュージック・リターンズ」（全国コミュニティFM）
- 「次は〜新福島!」（MBSラジオ）
- 「森谷威夫のお世話になります!!」（KBS京都）
- 「ドッキリ!ハッキリ!三代澤康司です」（ABCラジオ）
- 「缶詰酒場 長岡」（KBCラジオ）
- 「PAO〜N」（KBCラジオ）
- 「艶歌にっぽん」（KBCラジオ）
- 「松原敬生の日曜も歌謡曲」（東海ラジオ）
- 「MID-カラオケ天国」（MID FM761）
- 「田川寿美 一期一会」（長崎放送、岐阜放送、岩手放送、和歌山放送、秋田放送、四国放送）
- 「LOVE ENKA 2018」（文化放送）
- 「タクマ・神野のどーゆーふー」（東海ラジオ）
- 「湯浅明の我が人生は歌にかこまれて」（有線音楽放送）
- 「土屋礼央 レオなるど」（ニッポン放送）
- 「サンセット・ラウンジ」（NOAS FM)
- 「開店! ウメ子食堂」（RKBラジオ）
- 「大沢悠里のゆうゆうワイド土曜日版」（TBSラジオ）
- 「坂上みきのエンタメgo!go!」（ラジオ日本）
- 「おはようラジオ早朝便」（KBCラジオ）
- 「サトコノヘヤ」（KBCラジオ）
- 「水谷ひろしのOSAKA歌謡ウェ~ブ」（OBCラジオ）
- 「野村啓司の懐メロ♪ジュークボックス」（MBSラジオ）
- 「おはようございます！はやぶさです‼︎」（CBCラジオ）
- 「井田・三丘の歌謡曲主義」（東海ラジオ）
- 「上柳昌彦 あさぼらけ」（ニッポン放送）
- 「広島すまいるパフェ」（FMちゅーピー）
- 「サカイストのブラザー・ブラザー」（KBCラジオ）
- 「梓夕子のモーニング歌謡曲」（CBCラジオ）
- 「気分上昇ワイド ナルミッツ!!!」（HBCラジオ）
- 「フレッシュAM!もぎたてラジオ」（MRTラジオ）
- 「ただいま、ラジオ。」（NBCラジオ佐賀）
- 「ごきげんようじ（STVラジオ）
- 「BINGO (ラジオ番組)」（OBS大分放送）
- 「KNOCK!」（エフエム大分）
- 「ジモッシュGO!GO!」（NOAS FM）
- 「とんでるワイド 大田黒浩一のきょうも元気!」（RKKラジオ）
- 「ま〜ぶる!チキチキ遠藤Nami乗りジョニー」（KBS京都）
- 「style!」（e-radio）
- 「ときめきステーション ダブジェネカウントダウン」（ぎふチャン）
- 「Accent~アクセント~」（CRT栃木放送）
- 「高橋なんぐの金曜天国」（BSNラジオ）
- 「キックス」（YBSラジオ）
- 「ゲツキンラジオ ぱんぱかぱ〜ん」（YBCラジオ）
- 「朝からRADIO」（IBCラジオ）
- 「ザ★横山雄二ショー」（RCCラジオ）
- 「ラジオ快晴GO!GO!のマキ」（ABSラジオ）
- 「ロジャー大葉のラジオな気分」（TBCラジオ）
- 「陶山賢治のぶにせんもえ」）MBCラジオ）
- 「つながるワイド 服部直樹の全開!月曜日」（WBSラジオ）
- 「となりのラジオ」（JRTラジオ）
- 「表町LIVE！あもーれ!マッタリーノ」（RSK山陽放送）
- 「ミュージック イン ランチボックス」（RNC西日本放送）
- 「演歌deリクエスト」（JRT四国放送）
- 「おいね★どいね」（北陸放送）
- 「Smile SUMMIT」（FM NACK5）
- 「GO!GO!らじ丸」（RAB青森放送）
- 「あさスタ♪」（BSS山陰放送）
- 「鳳楽・上ちゃんの歌謡曲電リクでナイト」（SBSラジオ）
- 「痛快!杉作J太郎のどっきりナイト7」（南海放送）
- 「あさドレッ!わいど」（RKC高知放送）
- 「大谷ノブ彦 金曜ダイジョーブ!」（FM群馬）
- 「杉ノ内由紀のミュージック・さえら」（RNC西日本放送）
- 「夏木ゆたかのホッと歌謡曲」（ラジオ日本）
- 「次は〜新福島!=第3章 構築と解体=」（MBSラジオ）
- 「情報わんさかGO!GO!ワイドらじ☆カン」（SBC信越放送）
- 「大竹まこと ゴールデンラジオ!」（文化放送）
- 「あさかラ!」（NBC長崎放送）
- 「演歌で宴会!」（BSSラジオ）
- 「Radio de Show ラジオでしょう」（ラジオ福島）
- 「平成ラヂオバラエティごぜん様さま」（RCCラジオ）
- 「ばんばひろふみ!ラジオ・DE・しょー!」（ラジオ関西）
- 「ありがとう浜村淳です」（MBSラジオ）
- 「キン☆ボシ Happy Hour」（FM OH!）
- 「歌謡曲主義 26時の歌謡曲」（東海ラジオ）
- 「お昼はZENKAI ラヂオな時間」（山口放送）
- 「でるラジ」（北日本放送）
- 「午後はとことんよろず屋ラジオ」（FBCラジオ）
- 「ツル亀らじお」（長崎放送）
- 「イブニング☆ディライト」（エフエムはつかいち）
- 「門馬良のこころ鏡うた鏡」（RKBラジオ）
- 「水谷ひろしのOSAKA 歌謡ウェ～ブ」（ラジオ大阪）
- 「ドッキリ!ハッキリ!三代澤康司です」（朝日放送ラジオ）
- 「唐さん・一枝の艶歌でOH!きに」（MBSラジオ）
- 「イブニング・ストリーム」（FMちゅーピー）
- 「ミツコ・de・リラックス」（茨城放送）
- 「Tomo Sata!」（NOAS FM）
- 「月刊カラオケエース presents MIDカラオケ天国」（MID-FM）
- 「艶歌にっぽん」（KBCラジオ）
- 「小堀勝啓の新栄トークジャンボリー」（CBCラジオ）
- 「KNOCK!」（エフエム大分）
- 「サカイストのブラザー・ブラザー」（KBCラジオ）
- 「おはようラジオ早朝便」（KBCラジオ）
- 「杉ノ内由紀のミュージック・さえら」（西日本放送ラジオ）
- 「柳卓のいんでないかい!」（琉球放送）
- 「ハッピーアイランド」（エフエム沖縄）
- 「山原麗華の元気なナツメロ（爆笑）」（ラジオ沖縄）
- 「DAYS」（ニッポン放送）
- 「いきいきセミナー」（FBCラジオ）
- 「Dr.マーサーのおんがく散歩♪」（OBSラジオ）
- 「福島のぶひろの大新年会！おめでとう日本！～10年目スペシャル～」（MBSラジオ）
- 「宮崎カーフェリープレゼンツ　福島のぶひろと西寄ひがしの居酒屋「ろっこう」もいんじゃない？」(2025年2月2日 MBSラジオ)
- 「ヤマヒロのぴかッとモーニング」（MBSラジオ）

### テレビ番組
- 「ありがとッ!」（テレビ神奈川）
- 「ごきげん歌謡笑劇団」（NHK総合
- 「東京暇人」（日本テレビ）
- 「たけしの“これがホントのニッポン芸能史”-司会者-」（BSプレミアム）
- 「クイズ!脳ベルSHOW」（BSフジ）
- 「ヒルナンデス!」（日本テレビ）
- 「行列のできる法律相談所」（日本テレビ）
- 「東京暇人～TOKYO hi-IMAGINE～」（日本テレビ）
- 「千鳥の鬼レンチャン」（フジテレビ）

### テレビCM
- 第一興商 ザ・パーク「空き地にしないで」篇（2023年 - ） - 美川憲一と共演[4]